# 溪口镇 (宣城市)
溪口镇，是中华人民共和国安徽省宣城市宣州区下辖的一个乡镇级行政单位。當地出產「溪口高山茶」。

## 行政区划
溪口镇下辖以下地区：
溪口社区、华阳社区、吕辉村、东溪村、四合村、金龙村、红星村、新汤村和天竺村。